# سنترال لیکس (مینه‌سوتا)
سنترال لیکس (به انگلیسی: Central Lakes) یک منطقهٔ مسکونی در ایالات متحده آمریکا است که در شهرستان سنت لوئیس، مینه‌سوتا واقع شده‌است. سنترال لیکس ۴۱۵٫۱۴ متر بالاتر از سطح دریا واقع شده‌است.